# 费尔特塞普洛克
费尔特塞普洛克，是匈牙利杰尔-莫雄-肖普朗州所辖的一个村。总面积21.78平方公里，总人口1282，人口密度58.9人/平方公里（2011年1月1日）。